# Бюхенбойрен
Бюхенбойрен (нем. Büchenbeuren) — община в Германии, в земле Рейнланд-Пфальц.
Входит в состав района Рейн-Хунсрюк. Подчиняется управлению Кирхберг. Население (на 31 декабря 2010 года) составляет 1715 человек.  Занимает площадь 6,00 км².